# Can Torrent-Alta Maresma-Can Gelat
Can Torrent-Alta Maresma-Can Gelat, Can Torrent-Alta Maresma – miejscowość w Hiszpanii, w Katalonii, w prowincji Barcelona, w comarce Maresme, w gminie Santa Susanna.
Według danych INE w 2020 roku liczyła 1025 mieszkańców – 518 mężczyzn i 507 kobiet. 